# Jasmine Jae
Jasmine Jae (* 31. August 1981 in Birmingham, England) ist eine englische Pornodarstellerin.

## Auszeichnungen
- 2017: Best Scene Parody Release (zusammen mit Anissa Kate und Ryan Ryder), XBIZ Award[1]
- 2018: Female Foreign Performer of the Year, AVN Award[2]

## Filmografie (Auswahl)
- Big Tit Anal MILFs
- Big Tit Anal MILFs 2
- Best Of Buttfucks 2, 3
- Blown Away (2017)
- Casino Erotica Scene 3, 4, 5
- City of Vices – Scene 2, Scene 5
- Country Retreat, Scene 1, Scene 4
- Cream Filling The Void
- Unfaithful Wives 8
- Anal Soccer Moms
- Alone Time 2
- Exposed POV 4
- All Access Jasmine Jae
- Dressed to Fuck
- GangBang Creampie 187
- Fake Driving School 2, 3, 12
- Flixxx
- Fuck a Fan 27
- Fuck Me Silly 9
- Fucking with My Friends
- Gangbanged 10 (2019)
- Giorgio Grandi GIO432, GIO434, GIO435, GIO592, GIO593
- MILFs Swallowing Boys 4, 5
- Moms Day Job
- Mom Drips 2
- Mommy Sucks 6, 10
- My First Sex Teacher 53, 69, 73
- My First Sex Teacher 20143, 24971, 25433, 31039
- Parliamentary Pussy
- Sex and Submission 39900, 43845, 44526, 45390
- Storm of Kings (2016)
- Titty Creampies 10
- Tonight's Girlfriend 24801, 25651, 30872
- Used Whore Holes 1, 2
- Real Housewives 1, 6, 25
- Busty Housewives 6
- Anal Craving MILFS 1
- Face Fucked 13
- Nutting On My Stepmother's Face
- Suck Balls 5
- Swallowed 32
- Pornstar Paradise
- Evil Anal 23
- Big Titty MILF Shakes 13
- London Bangers
- Shades of Scarlet 2: Higher Power
- League of Frankenstein
- Pussy Is the Best Medicine 6
- Sharing is Caring
- Deception
- Eternal Valentine
- British School Girls
- Tanya Hyde's Night Creatures
- City of Vices
- Jasmine Jae Gets Her Way
- Jasmine Jae Protein Swallower
- Down on Abby (2014)
- British Milfs Know Best
- The House of Sin
- All Access: Jasmine Jae
- Big Tit Cream Pie 33